# Martin Embley
Thomas Martin Embley, häufig T. Martin Embley zitiert (geb. vor 1983) ist ein britischer Biologe.

## Studium und Karriere
Embley studierte an der Newcastle University Biologie, an der er 1983 mit einer Dissertation über Renibacterium salmoninarum promoviert wurde. Ab 1983 war er  Lecturer und 1988 bis 1991 Principal Lecturer am Northeast London Polytechnic und wechselte dann an das Natural History Museum in London, um molekularbiologische und genetische Forschung zur Entwicklung der Eukaryoten zu betreiben. Zunächst war er Senior Scientific Officer in der Abteilung Zoologie, ab 1992 Principal Scientific Officer und ab 2001 Senior Principal Scientific Officer IMP (Individual Merit Promotion). 2004 wurde er Professor für molekulare Evolutionsbiologie (bzw. evolutionäre Molekularbiologie) an der Medizinischen Hochschule der Universität Newcastle. Außerdem ist er Scientific Associate des Natural History Museum.
Embley war Gastprofessor an der Universitäten Aberdeen, Essex, am Kings College und in Liverpool. Von 1996 bis 2007 war er Mitglied des Canadian Institute of Advanced Research.

## Werk
Er leistete fundamentale Beiträge zum Verständnis der Ursprungs und der frühen Entwicklungen von Eukaryoten und die Funktion und Entwicklung von Mitochondrien. Dazu untersuchte er mit Computermethoden die Topologie des Stammbaums der Organismen (Tree of life) und entwickelte Methoden für die Phylogenetik. Danach gab es nur zwei große Gruppen (statt wie bis dahin häufig angenommen drei), Archaebakterien und Prokaryoten; die Eukaryoten entwickelten sich aus den Archaea durch Aufnahme von Mitochondrien über Endosymbiose. Außerdem studierte er an pathogenen Mikroben vom Eukaryoten-Typ (Giardia, Trichomonas, Microsporidia), die als intrazelluläre Parasiten die Mitochondrienfunktionen zurückgebildet haben (sie haben als ähnliche Organellen Mitosomen und Hydrogenosome),  die Funktion der Mitochondrien und die Rolle des horizontalen Gentransfers für die Evolution von Bakterien. Er spielte eine Pionierrolle in der frühen Entwicklung molekularer Ökologie von Mikroben in Großbritannien.
Er war an der Entschlüsselung des Genoms des Erregers der Schlafkrankheit Trypanosoma brucei beteiligt, an dem von Trichomonas vaginalis und von Entamoeba histolytica. In den 1990er Jahren studierte er die Genetik von Pseudomonadota (Proteobacteria), stickstofffixierenden Bakterien, die zum Beispiel in Meeresdünen vorkommen. und wies die Verwandtschaft von Microsporidia – intrazellulären Parasiten – mit Pilzen nach. Microsporidia haben sich danach nicht frühzeitig vom eukaryotischen Stammbaum abgespalten, sondern als Parasiten die nicht mehr benötigten Organellen abgebaut.

## Ehrungen, Mitgliedschaften und Herausgeberschaft
Er ist Fellow der Royal Society (2019), der American Academy of Microbiology (2008) und der britischen Academy of Medical Sciences (2011). 2011 erhielt er einen ERC Advanced Grant und 2006 einen Wolfson Research Merit Award der Royal Society. 2009 wurde er Mitglied der European Molecular Biology Organisation (EMBO) und 2016 der European Academy of Microbiology. 2022 erhielt er die Darwin-Medaille für seine fundamentalen, Paradigmen-ändernden Beiträge zum Verständnis von mitochondrialer Endiosymbiose und den Ursprung der Eukaryoten in einem neuen, zwei Domänen umfassenden Baum des Lebens (For his fundamental, paradigm-changing contributions to the understanding of mitochondrial endosymbiosis and the origins of eukaryotes in a new two-domain tree of life) (Laudatio).
Er war von 2002 bis 2011 Mitherausgeber von Molecular Biology and Evolution, 2002 bis 2006 von Environmental Microbiology und seit 2011 ist er im Herausgebergremium von Genome Biology and Evolution.

## Schriften (Auswahl)
Außer die in den Fußnoten zitierten Arbeiten.
- mit William Martin: Eukaryotic evolution, changes and challenges, Nature, Band 440, 2006, S. 623–630.
- mit T. A. Williams, P. G. Foster, C J. Cox: An archaeal origin of eukaryotes supports only two primary domains of life, Nature, Band 504, 2013, S. 231–236